# 단일 국가

전 세계의 단일 국가 (파란색)

단일 국가(單一國家, 영어: Unitary state) 또는 단방제(單邦制)는 연방제와 대조되는 것으로 국가의 권력이 중앙정부에 집중되어 있는 형태의 국가를 일컫는다. 이러한 국가의 지방정부는 연방제의 지방정부에 비교하여 훨씬 적은 자치권을 가진다.

## 공화국인 단일 국가
- 아프가니스탄
- 알바니아
- 알제리
- 앙골라
- 아르메니아
- 아제르바이잔
- 방글라데시
- 벨라루스
- 베냉
- 볼리비아
- 보츠와나
- 불가리아
- 부르키나파소
- 부룬디
- 카메룬
- 카보베르데
- 중앙아프리카 공화국
- 차드
- 칠레
- 중화인민공화국[1][2]
- 중화민국
- 대한민국
- 조선민주주의인민공화국
- 콜롬비아
- 콩고 공화국
- 코스타리카
- 크로아티아
- 쿠바
- 키프로스
- 체코
- 지부티
- 도미니카 연방[3]
- 도미니카 공화국
- 콩고 민주 공화국
- 동티모르
- 에콰도르
- 이집트
- 엘살바도르
- 적도 기니
- 에리트레아
- 에스토니아
- 피지
- 핀란드
- 프랑스
- 가봉
- 감비아
- 조지아
- 가나
- 그리스
- 과테말라
- 기니
- 기니비사우
- 가이아나
- 아이티
- 온두라스
- 헝가리
- 아이슬란드
- 인도네시아
- 이란
- 아일랜드
- 이스라엘
- 이탈리아
- 코트디부아르
- 카자흐스탄
- 케냐
- 키리바시
- 키르기스스탄
- 라오스
- 라트비아
- 레바논
- 라이베리아
- 리비아
- 리투아니아
- 북마케도니아
- 마다가스카르
- 말라위
- 몰디브
- 말리
- 몰타
- 마셜 제도
- 모리타니
- 모리셔스
- 몰도바
- 몽골
- 몬테네그로
- 모잠비크
- 미얀마
- 나미비아
- 나우루
- 니카라과
- 니제르
- 팔라우
- 팔레스타인
- 파나마
- 파라과이
- 페루
- 필리핀
- 폴란드
- 포르투갈
- 루마니아
- 르완다
- 사모아
- 산마리노
- 상투메 프린시페
- 세네갈
- 세르비아
- 세이셸
- 시에라리온
- 싱가포르
- 슬로바키아
- 슬로베니아
- 남아프리카 공화국
- 스리랑카
- 수리남
- 시리아
- 타지키스탄
- 탄자니아
- 토고
- 트리니다드 토바고
- 튀니지
- 튀르키예
- 투르크메니스탄
- 우간다
- 우크라이나
- 우루과이
- 우즈베키스탄
- 바누아투
- 베트남
- 예멘
- 잠비아
- 짐바브웨

## 군주국인 단일 국가
- 안도라
- 앤티가 바부다
- 바레인
- 바하마
- 바베이도스
- 벨리즈
- 부탄
- 브루나이
- 캄보디아
- 덴마크
- 에스와티니
- 그레나다
- 자메이카
- 일본
- 요르단
- 쿠웨이트
- 레소토
- 리히텐슈타인
- 룩셈부르크
- 모나코
- 모로코
- 네덜란드
- 뉴질랜드[4]
- 노르웨이
- 오만
- 파푸아뉴기니
- 카타르
- 세인트루시아
- 세인트빈센트 그레나딘
- 사우디아라비아
- 솔로몬 제도
- 스페인
- 스웨덴
- 태국
- 통가
- 투발루
- 영국[5]
- 바티칸 시국

## 단일 국가 중 지방 분권 체제를 실시하고 있는 국가
단일 국가는 대체로 중앙 집권 체제를 채택하고 있다. 그러나 일부 국가 같은 경우에는 지방 분권 체제를 채택하고 있다. 다음 국가는 단일 국가이지만 지방 분권 체제를 채택하고 있는 나라들이다.
- 네덜란드
- 대만
- 루마니아
- 볼리비아
- 스페인
- 영국
- 우크라이나
- 이탈리아
- 인도네시아
- 중국
- 탄자니아
- 포르투갈
- 프랑스
- 필리핀
- 대한민국

## 같이 보기
- 연방제